# Udekem
Udekem (en néerlandais : Udekem) est un ancien hameau et seigneurie qui était situé dans la section de Corbeek-Loo dans la commune de Bierbeek près de Louvain. Ce lieu forme aujourd'hui le domaine de Vijverhof construit autour de l'ancienne cour d'Udekem (en néerlandais : Hof van Udekem). On y trouvait un moulin à eau,.
Il est surtout célèbre pour avoir donné son nom à la famille d'Udekem et à la famille d'Udekem d'Acoz dont est issu Mathilde d'Udekem d'Acoz, la reine des Belges. On sait que déjà en 1397 Nicolas d'Udekem était propriétaire du moulin d'Udekem,.